# Armentières

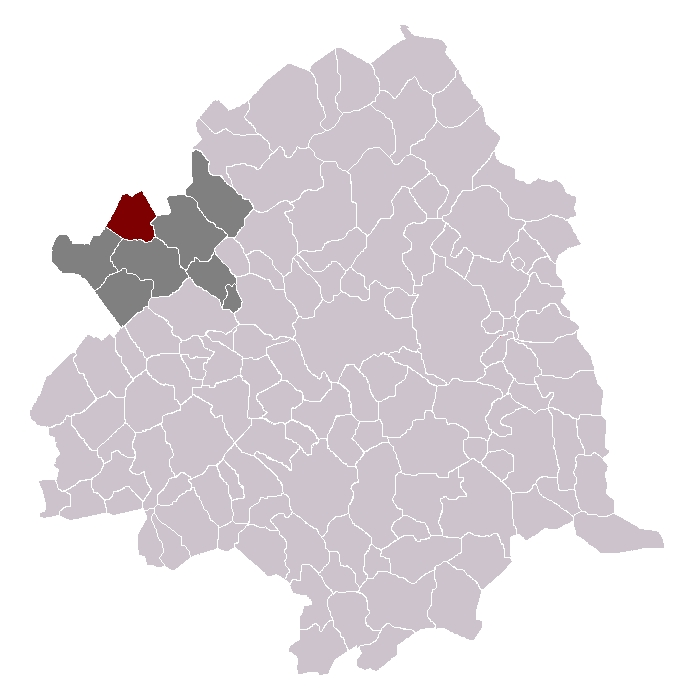
Localització d'Armentières

Armentières (en neerlandès Armentiers) és un municipi francès situat al departament del Nord (departament) i a la regió del Nord-Pas de Calais vora el riu Lys o Leie. L'any 2006 tenia 24.836 habitants. Limita al nord amb Ploegsteert (Bèlgica), a l'oest amb Nieppe, a l'est amb Houplines, al sud-oest amb Erquinghem-Lys, i al sud-est amb La Chapelle-d'Armentières.

## Història
Pertanyia a l'antic comtat de Flandes, fins a la seva annexió a França el 1668. És famós des de l'edat mitjana per l'artesania del lli, indústria que encara perdura, juntament amb la tèxtil cotonera, la del jute, la construcció de maquinària, la caldereria i la indústria cervesera.

## Demografia
| 1962                                       | 1968   | 1975   | 1982   | 1990   | 1999   | 2006   |
| ------------------------------------------ | ------ | ------ | ------ | ------ | ------ | ------ |
| 25.248                                     | 26.916 | 26.346 | 24.834 | 25.219 | 25.273 | 24.836 |
| Des de 1962: població sense dobles comptes |        |        |        |        |        |        |

## Administració
| Període   | Identitat           | Partit |
| --------- | ------------------- | ------ |
| 1900-1905 | Désiré Daudrumez    |        |
| 1905-1919 | Henri Chas          |        |
| 1919-1929 | Charles Conem       |        |
| 1929-1940 | Edmond Debruyne     |        |
| 1940-1944 | Florimond Dufour    |        |
| 1944-1955 | Georges Vankemmel   |        |
| 1955-1956 | Gustave Duriez      |        |
| 1956-1959 | Jean Pichon         | PS     |
| 1959-1999 | Gérard Haesebroeck  | PS     |
| 1999-2008 | Claude Hujeux       | PS     |
| 2008-     | Bernard Haesebroeck | PS     |

## Agermanaments
- Osterode
- Stalybridge